# Campionato asiatico e oceaniano maschile di pallavolo 2009
Il XV campionato asiatico e oceaniano maschile di pallavolo si è svolto dal 27 settembre al 5 ottobre 2009 a Manila, nelle Filippine. Al torneo hanno partecipato 18 squadre nazionali asiatiche ed oceaniane e la vittoria finale è andata per la settima volta al Giappone.

## Sedi delle partite
I due impianti che hanno ospitato le partite sono:
|                                                                          |                                                                   |
|                                                                          |                                                                   |
| Ninoy Aquino Stadium Città: Manila Capienza: 6.000 Anno d'apertura: 1989 | San Andres Gymnasium Città: Manila Capienza: ? Anno d'apertura: ? |

## Gironi
Dopo la prima fase, le prime due classificate del girone A e C hanno acceduto al girone E, mentre le prime due classificate del girone B e D hanno acceduto al girone F, conservando il risultato dello scontro diretto; analogamente la terza e la quarta classificata dei gironi A e C hanno acceduto al girone G, mentre la terza e la quarta classificata dei gironi B e D hanno acceduto al girone H, conservando il risultato dello scontro diretto; l'ultima classificata del girone C e D hanno disputato la finale per il diciassettesimo posto. Al termine della seconda fase, le prime due classificate dei gironi E e F hanno acceduto alle semifinali per il primo posto, mentre le ultime due classificate dei gironi E e F hanno acceduto alle semifinali per il quinto posto; le prime due classificate del girone G e H hanno acceduto alle semifinali per il nono posto, mentre le ultime due classificate del girone G e H hanno acceduto alle semifinali per il tredicesimo posto.
| Girone A                                             | Girone B                                        | Girone C                              | Girone D                                     |
| ---------------------------------------------------- | ----------------------------------------------- | ------------------------------------- | -------------------------------------------- |
| Filippine Kazakistan Birmania Pakistan Taipei cinese | Afghanistan Giappone India Indonesia Thailandia | Cina Hong Kong Iran Sri Lanka Vietnam | Australia Corea del Sud Libano Maldive Qatar |

## Fase finale

### Finali 1º e 3º posto
|  | Semifinali    | Semifinali    | Semifinali |          |      | Finale          | Finale          | Finale          |  |
|  |               |               |            |          |      |                 |                 |                 |  |
|  | Iran          | Iran          | 3          |          |      |                 |                 |                 |  |
|  | Iran          | Iran          | 3          |          |      |                 |                 |                 |  |
|  | Corea del Sud | Corea del Sud | 2          |          |      |                 |                 |                 |  |
|  | Corea del Sud | Corea del Sud | 2          |          | Iran | Iran            | 1               |                 |  |
|  |               |               |            |          | Iran | Iran            | 1               |                 |  |
|  |               |               | Giappone   | Giappone | 3    |                 |                 |                 |  |
|  | Cina          | Cina          | Giappone   | Giappone | 3    | 2               |                 |                 |  |
|  | Cina          | Cina          |            |          |      | 2               |                 |                 |  |
|  | Giappone      | Giappone      | 3          |          |      | Finale 3º posto | Finale 3º posto | Finale 3º posto |  |
|  | Giappone      | Giappone      | 3          |          |      |                 |                 |                 |  |
|  |               |               |            |          |      |                 |                 |                 |  |
|  |               |               |            |          |      | Corea del Sud   | Corea del Sud   | 3               |  |
|  |               |               |            |          |      | Corea del Sud   | Corea del Sud   | 3               |  |
|  |               |               |            |          |      | Cina            | Cina            | 1               |  |

### Finali 5º e 7º posto
|  | Semifinali    | Semifinali    | Semifinali |           |            | Finale 5º/6º posto | Finale 5º/6º posto | Finale 5º/6º posto |  |
|  |               |               |            |           |            |                    |                    |                    |  |
|  | Kazakistan    | Kazakistan    | 3          |           |            |                    |                    |                    |  |
|  | Kazakistan    | Kazakistan    | 3          |           |            |                    |                    |                    |  |
|  | Australia     | Australia     | 2          |           |            |                    |                    |                    |  |
|  | Australia     | Australia     | 2          |           | Kazakistan | Kazakistan         | 3                  |                    |  |
|  |               |               |            |           | Kazakistan | Kazakistan         | 3                  |                    |  |
|  |               |               | Indonesia  | Indonesia | 1          |                    |                    |                    |  |
|  | Indonesia     | Indonesia     | Indonesia  | Indonesia | 1          | 3                  |                    |                    |  |
|  | Indonesia     | Indonesia     |            |           |            | 3                  |                    |                    |  |
|  | Taipei cinese | Taipei cinese | 2          |           |            | Finale 7º/8º posto | Finale 7º/8º posto | Finale 7º/8º posto |  |
|  | Taipei cinese | Taipei cinese | 2          |           |            |                    |                    |                    |  |
|  |               |               |            |           |            |                    |                    |                    |  |
|  |               |               |            |           |            | Australia          | Australia          | 3                  |  |
|  |               |               |            |           |            | Australia          | Australia          | 3                  |  |
|  |               |               |            |           |            | Taipei cinese      | Taipei cinese      | 0                  |  |

### Finali 9º e 11º posto
|  | Semifinali | Semifinali | Semifinali |       |          | Finale 9º/10º posto  | Finale 9º/10º posto  | Finale 9º/10º posto  |  |
|  |            |            |            |       |          |                      |                      |                      |  |
|  | Birmania   | Birmania   | 3          |       |          |                      |                      |                      |  |
|  | Birmania   | Birmania   | 3          |       |          |                      |                      |                      |  |
|  | Libano     | Libano     | 1          |       |          |                      |                      |                      |  |
|  | Libano     | Libano     | 1          |       | Birmania | Birmania             | 0                    |                      |  |
|  |            |            |            |       | Birmania | Birmania             | 0                    |                      |  |
|  |            |            | India      | India | 3        |                      |                      |                      |  |
|  | India      | India      | India      | India | 3        | 3                    |                      |                      |  |
|  | India      | India      |            |       |          | 3                    |                      |                      |  |
|  | Vietnam    | Vietnam    | 0          |       |          | Finale 11º/12º posto | Finale 11º/12º posto | Finale 11º/12º posto |  |
|  | Vietnam    | Vietnam    | 0          |       |          |                      |                      |                      |  |
|  |            |            |            |       |          |                      |                      |                      |  |
|  |            |            |            |       |          | Libano               | Libano               | 3                    |  |
|  |            |            |            |       |          | Libano               | Libano               | 3                    |  |
|  |            |            |            |       |          | Vietnam              | Vietnam              | 0                    |  |

### Finali 13º e 15º posto
|  | Semifinali | Semifinali | Semifinali |            |       | Finale 13º/14º posto | Finale 13º/14º posto | Finale 13º/14º posto |  |
|  |            |            |            |            |       |                      |                      |                      |  |
|  | Sri Lanka  | Sri Lanka  | 0          |            |       |                      |                      |                      |  |
|  | Sri Lanka  | Sri Lanka  | 0          |            |       |                      |                      |                      |  |
|  | Qatar      | Qatar      | 3          |            |       |                      |                      |                      |  |
|  | Qatar      | Qatar      | 3          |            | Qatar | Qatar                | 0                    |                      |  |
|  |            |            |            |            | Qatar | Qatar                | 0                    |                      |  |
|  |            |            | Thailandia | Thailandia | 3     |                      |                      |                      |  |
|  | Thailandia | Thailandia | Thailandia | Thailandia | 3     | 3                    |                      |                      |  |
|  | Thailandia | Thailandia |            |            |       | 3                    |                      |                      |  |
|  | Filippine  | Filippine  | 0          |            |       | Finale 15º/16º posto | Finale 15º/16º posto | Finale 15º/16º posto |  |
|  | Filippine  | Filippine  | 0          |            |       |                      |                      |                      |  |
|  |            |            |            |            |       |                      |                      |                      |  |
|  |            |            |            |            |       | Sri Lanka            | Sri Lanka            | 0                    |  |
|  |            |            |            |            |       | Sri Lanka            | Sri Lanka            | 0                    |  |
|  |            |            |            |            |       | Filippine            | Filippine            | 3                    |  |

## Classifica finale
| Classifica | Squadre       | Qualificazione                   |
| ---------- | ------------- | -------------------------------- |
|            | Giappone      | Qualificazioni World League 2011 |
|            | Iran          | Grand Champions Cup 2009         |
|            | Corea del Sud |                                  |
| 4          | Cina          |                                  |
| 5          | Kazakistan    |                                  |
| 6          | Indonesia     |                                  |
| 7          | Australia     |                                  |
| 8          | Taipei cinese |                                  |
| 9          | India         |                                  |
| 10         | Birmania      |                                  |
| 11         | Libano        |                                  |
| 12         | Vietnam       |                                  |
| 13         | Thailandia    |                                  |
| 14         | Qatar         |                                  |
| 15         | Filippine     |                                  |
| 16         | Sri Lanka     |                                  |
| 17         | Hong Kong     |                                  |
| 18         | Maldive       |                                  |